# 329년

## 연호
- 동진(東晉) 함화(咸和) 4년
- 성한(成漢) 옥형(玉衡) 19년
- 전조(前趙) 광초(光初) 12년
- 후조(後趙) 태화(太和) 2년
- 전량(前凉) 건흥(建興) 17년

## 기년
- 동진(東晉) 성제(成帝) 4년
- 신라(新羅) 흘해 이사금(訖解泥師今) 20년
- 고구려(高句麗) 미천왕(美川王) 30년
- 백제(百濟) 비류왕(比流王) 26년

## 탄생
- 초기 기독교 교부 철학자 그레고리우스 나지안스